# Copa Cable Onda Satelital 2017 - 2018
La Copa Panamá o Copa Nacional, oficialmente por motivos de patrocinio Copa Cable Onda Satelital 2017-18, fue un torneo futbolístico por eliminación directa que se disputa cada temporada entre los 10 clubes de la Liga Panameña de Fútbol; 14 clubes de la Liga Nacional de Ascenso y 24 clubes de la Copa Rommel Fernández o Tercera División.
Con este nuevo torneo de Copa, en su tercera edición, la Federación Panameña de Fútbol busca llevar el fútbol nacional a todos los rincones del país y promover la competencia entre equipos de todos los niveles para poder realizar un análisis cualitativo de cuál es el verdadero nivel del fútbol panameño, además de ofrecer la oportunidad de disfrutar en primera persona de los equipos de fútbol más grandes del país a los aficionados de provincias como Bocas del Toro, Veraguas, Los Santos y Herrera, que habitualmente no tienen la oportunidad de hacerlo.

## Suspensión del Torneo
Por diversos motivos o inconvenientes entre Clubes de primera, segunda división y Federación factores como Mercadeo, Calendario y factores económicos, esta edición del torneo no se realizó y fue suspendida semanas antes de su inicio.
- Datos: Q56377724